# Mönchhof
Mönchhof è un comune austriaco di 2 282 abitanti nel distretto di Neusiedl am See, in Burgenland.